# James Comey
James Brien Comey, né le 14 décembre 1960 à Yonkers (État de New York), est un avocat américain, directeur du Federal Bureau of Investigation (FBI) du 4 septembre 2013 au 9 mai 2017.

## Biographie

### Jeunesse et études
Le père de James Comey travaillait dans l'armée et son grand-père était policier. Il a un frère. Il se destine initialement à être docteur mais, à l'âge de 16 ans, lui et son frère sont menacés d'une arme sur la tête par un violeur et tueur en série. Ce dernier était à la recherche de leur sœur qui n'était alors pas à leur domicile. Réussissant à convaincre leur agresseur de les enfermer dans la salle de bain, ils parviennent à en sortir avant d'être de nouveau capturés. L'intervention d'un voisin leur permit de se protéger en se barricadant dans leur domicile tandis que l'agresseur prit la fuite avant l'arrivée des policiers. Cela le pousse à entreprendre des études pour intégrer les forces de l'ordre.
Il fait ses études universitaires au collège de William et Mary et à l'University of Chicago Law School.

### Carrière
Il sert en tant que procureur général adjoint des États-Unis de décembre 2003 à août 2005 dans l'administration de George W. Bush. En août 2005, il quitte le département de la Justice et devient avocat général et vice-président sénior de Lockheed Martin. En 2010, il devient l'avocat général de Bridgewater Associates. Au début de l'année 2013, il quitte Bridgewater pour travailler pour la Columbia Law School. Il fait aussi partie du conseil d'administration de la banque HSBC jusqu'en juillet 2013.
En septembre 2013, il est nommé directeur du Federal Bureau of Investigation par le président américain Barack Obama.
En 2016, quelques jours avant l'élection presidentielle américaine lors de laquelle Hillary Clinton est jugée favorite, il annonce la réouverture de l'enquête concernant les mails de la candidate démocrate puis annonce une semaine après qu'il n'y a finalement aucun élément nouveau. Cette annonce est considérée pour beaucoup comme l'une des principales causes de la défaite de la candidate.

### Démêlés avec Donald Trump
Il est limogé avec effet immédiat le 9 mai 2017 par le président Donald Trump alors qu'il dirigeait l'enquête sur les liens éventuels entre l'équipe de campagne de l'ex-candidat républicain et la Russie. Donald Trump justifie cette décision par la recommandation du ministre de la Justice Jeff Sessions fondée par le mémorandum de son adjoint Rod Rosenstein, qui entre autres relève que Comey « a commis une faute en usurpant l'autorité du ministre de la Justice le 5 juillet 2016, par l'annonce de sa conclusion, que le dossier [des emails d'Hillary Clinton] devait être clos sans poursuite »,,. Plusieurs hommes politiques, tant dans le camp démocrate que républicain, font part de leur étonnement et de leur désapprobation à l'annonce de la nouvelle qui prend Washington et Comey par surprise.
Après son limogeage, il témoigne le 8 juin 2017, devant la Commission judiciaire du Sénat. Il déclare « avoir considéré ces entretiens[Lesquels ?] comme une tentative de déstabiliser l'enquête du FBI sur une possible collusion entre l'entourage du candidat républicain à la présidentielle de 2016 et la Russie ». En réaction, les avocats de Donald Trump annoncent qu'ils vont porter plainte auprès du département de la Justice des États-Unis pour divulgation d'informations confidentielles. Durant une conférence de presse Donald Trump l'accuse « d'avoir menti lors de son audition devant le congrès » et se dit prêt à contredire le témoignage de James Comey sous serment.
Dans ses mémoires publiés en avril 2018 (Mensonges et Vérités paru en français aux éditions Flammarion), il décrit Donald Trump comme étant un « menteur invétéré » au comportement « mafieux ». Son livre est adapté en une minisérie télévisée, intitulée The Comey Rule, réalisée par Billy Ray et diffusée avant la fin de l'élection présidentielle américaine de 2020. Son rôle est interprété par Jeff Daniels.